# Ischnocnema venancioi
Ischnocnema venancioi é uma espécie de anfíbio da família Brachycephalidae. Endêmica do Brasil, onde pode ser encontrada na Serra dos Órgãos nos estados do Rio de Janeiro e São Paulo.
Os seus habitats naturais são: florestas subtropicais ou tropicais húmidas de baixa altitude e regiões subtropicais ou tropicais húmidas de alta altitude. Está ameaçada por perda de habitat.